# Monitor Control Command Set
Monitor Control Command Set (MCCS) – standard opracowany przez VESA. Jego celem jest zdefiniowanie zestawu rozkazów do sterowania parametrami obrazu w monitorze komputerowym (lub wyświetlaczu LCD w zintegrowanym z notebookiem). Standard MCCS umożliwia ustawianie parametrów monitora poprzez dowolny protokół komunikacyjny nawiązany między komputerem a monitorem.
Parametry monitora, które można ustawić korzystając ze standardu MCCS to między innymi: jasność, kontrast, pozycja obrazu, regulacja zniekształceń obrazu.
Producenci monitorów ze standardem MCCS często dołączają do swoich produktów aplikacje sterujące parametrami monitora np. Magic Tune Samsunga.
Sterowniki do kart graficznych mogą także umożliwiać regulację parametrów monitora, przykładem są na przykład te stosowane przez firmę Intel.
Komunikacja w standardzie MCCS komputera z monitorem przez złącze VGA odbywa się na stykach DDC opisanych w VESA Display Data Channel. Połączenie działa dobrze gdy monitor połączymy kablem z przewodami dla DDC. Standard MCCS może nie działać gdy monitor jest podłączony przez Przełącznik KVM. Kiedy monitor jest podłączony przez kabel bez przewodów dla DDC (np. przedłużacz VGA starego typu) to standard MCCS na pewno nie będzie działać.